# Osterdeich
Der Osterdeich ist der Name einer Straße und eines Deichs in Bremen.
Die Straße beginnt in der Bremer Altstadt an der Ecke Altenwall / Tiefer und führt durch die Ortsteile Ostertor und den Stadtteil Östliche Vorstadt mit den Ortsteilen Steintor und Peterswerder zum Ortsteil Hastedt im Stadtteil Hemelingen, wo sie sich als Hastedter Osterdeich fortsetzt. Der Osterdeich ist damit eine der großen Erschließungsstraßen von Bremen.
Zugleich ist der Osterdeich ein Teil des namensgebenden östlichen Deiches an der rechten Seite der Weser im Bereich zwischen Stadtzentrum und Weserwehr. Er trennt das Überflutungsgebiet vom Wohngebiet und ist deshalb nur einseitig bebaut.
Die Querstraßen wurden u. a. benannt nach Orten (vorwiegend im Harz), Ortsteilen und Personen; siehe ansonsten dazu beim Link zu den Straßen.

## Geschichte

### Name
Der Osterdeich wurde nach der alten Bezeichnung der östlichen Deiche an der Weser benannt. Auf der Neustadtseite gibt es die Bezeichnungen Westerstraße und Osterstraße.

### Vorläufer

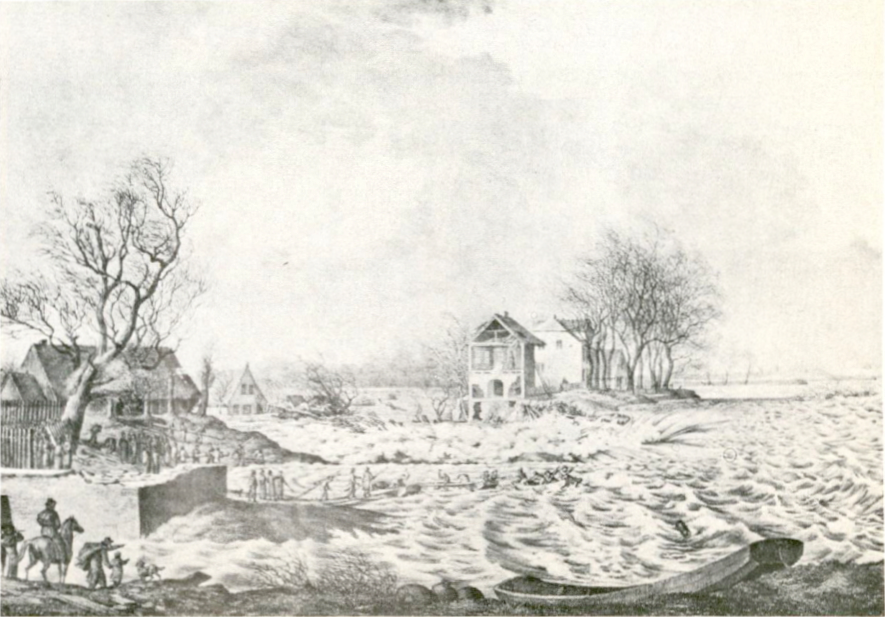
Gottfried Menken: Bruch des Eisenradsdeichs im März 1827

- Der Punkendeich reichte vom Hügel des Paulsklosters auf der Außenseite des Wallgrabens bis zum Siel des Dobbens an der heutigen Straße Sielwall. Dieser Deich war zunächst Sielwall genannt worden, hieß im 18. und 19. Jahrhundert aber ganz offiziell, dann Punkenwall, wohl von den Punken, den Prostituierten, die dort wohnten;
- Der Eisenradsdeich oder Deich beim Eisenrad (fälschlich auch Theisenradsdeich) erstreckte sich vom Siel des Dobben bis zum Peterswerder, zwei kleinen Inseln im Deichvorland. Sein Name bezieht sich auf ein Eisenrad am besagten Siel. Dieses Deichstück lag am Prallhang einer Weserschleife und war daher bei Hochfluten stark gefährdet. Zur Verminderung der Gefahr wurde im 17. Jahrhundert eine 60 Meter lange Schlenge angelegt, die vom Peterswerder in den Strom ragte.
- Der Langendeich oder Kleine Deich verband das Ende des Eisenradsdeiches mit der Bremer Düne, auf der er noch ein Stück weit neben der Landstraße nach Sebaldsbrück und Verden verlief (Am Schwarzen Meer und Am Hulsberg). Obwohl er, mit der Pauliner Marsch als Deichvorland, weiter von Fluss entfernt lag als der heutige Deich, ist er öfters gebrochen.
- In Hastedt, das erst seit 1803 zu Bremen gehört, gab es nur ein kurzes Stück Deich von der alten Landesgrenze bei den drei Pfählen bis zum Ortskern. Flussaufwärts davon verließ man sich auf die Dünen als natürlichen Schutz.

Der heutige Stadtteil Peterswerder und die südliche Hälfte des heutigen Hastedt waren also damals Deichvorland. Ein Graben mit zwei kleinen Teichen zweigte gegenüber von Habenhausen vom Fluss ab und mündete beim Peterswerder wieder ein.
Die Deichbrüche von Eisenradsdeich 1827 und Hastedter Deich 1830 verursachten großräumige Überschwemmungen. Wie bei den noch häufigeren Durchbrüchen bei Mahndorf lief das Wasser zumeist bis in die Wümmeniederung, zumal die Gete von Hastedt und die kleine Wümme von Osterholz nach Norden flossen.

### Heutiger Osterdeich

#### Hochwasserschutz
Von 1850 bis 1893 wurden diese Deiche beginnend bei der Holzpforte an der Tiefer von dem heutigen südlicheren Osterdeich ersetzt. Der Stadtgraben in den Bremer Wallanlagen wurde 1850 durch einen Damm mit einem Siel statt einer Schleuse abgetrennt. Der Dobben wurde ganz zugeschüttet.
Intensiviert wurden die Arbeiten nach den verheerenden Hochwassern vom Frühjahr 1881, bei denen fast ganz Bremen (mit Ausnahme der Altstadt und der hochgelegenen Teile Vegesacks) überflutet worden war. Bremen musste sich daraufhin verpflichten, die Bahnstrecken auf seinem Gebiet vor Hochwasser zu sichern.
Der Bau des Osterdeichs ermöglichte eine zunehmende Besiedlung der ehemaligen Überflutungsgebiete. Viele Villen und Reihenhäuser in den Baustilen des Klassizismus, des Historismus und des Jugendstils für eine oder zwei Familien entstanden hier.

#### Grünanlagen und Freizeiteinrichtungen
Die Grünanlage am Osterdeich ist Teil des Deiches. Sie führt als Promenade auf rund 3 km an der Weser entlang von der Tiefer, vorbei an den Wallanlagen, der Sielwallfähre, dem Weserstadion und dem Stadionbad, über die Pauliner Marsch bis zur Hastedter Brückenstraße. Der Wanderweg an der Weser ist eine landschaftlich schöne Erholungsstrecke.
Die Vier Badeanstalten am Osterdeich sollen Badeschiffe gewesen sein, die sich am Osterdeich von etwa 1860 bis etwa 1890/1900 befunden haben. Um 1900 wurde die Badeanstalt an der Werderstraße am linken Weserufer zum Osterdeich beim Sielwall verlegt. Um 1900 waren die Osterdeichwiesen bereits als Grünanlagen beliebt. Die Strandpromenade im Bereich des Sielwallanlegers war belebt.

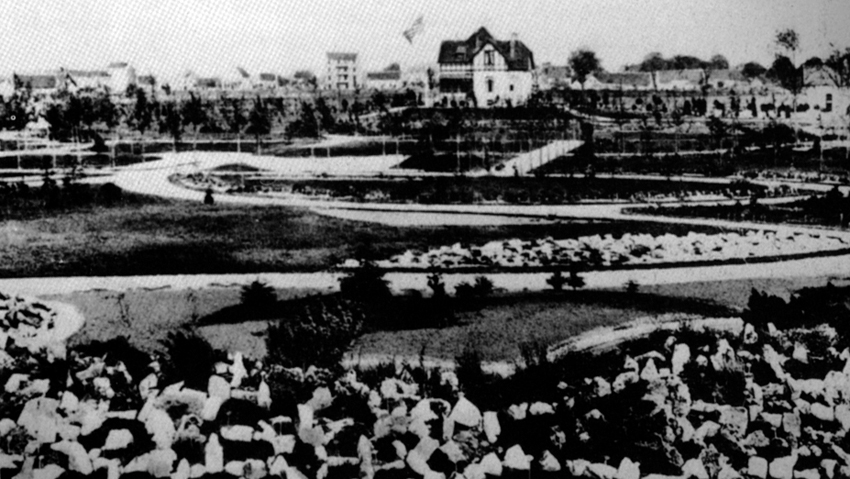
Der Botanische Garten in Bremen am Osterdeich im Jahr 1906

Ab 1904 legte Georg Bitter zusammen mit dem Schweizer Gärtner Ernst Nußbaumer den von Franz Ernst Schütte gestifteten Botanischen Garten am Osterdeich an. 1937 wurde er neben den neugegründeten Rhododendron-Park verlegt.
2005 wurde der Außenbereich um das Bürgerhaus Weserterrassen neu gestaltet. Das Kulturzentrum und das Café wurde räumlich mit einer neuen Freitreppenanlage an die stark genutzte Grünanlage der unteren Weserpromenade angebunden.

#### Osterdeich als Straße

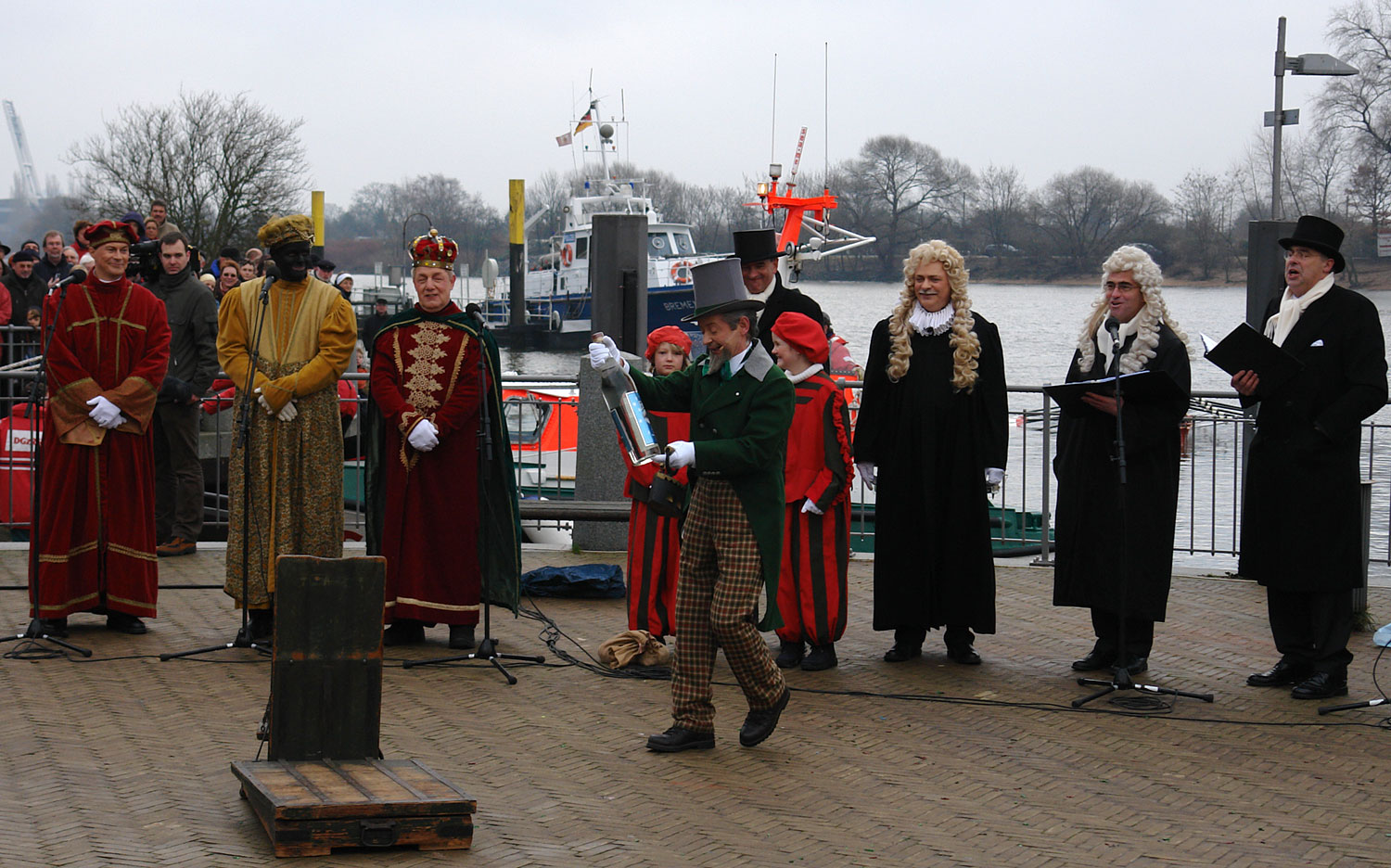
Bremer Eiswette am Punkendeich von 2008

Die Deichkappe (Deichkrone) erhielt um 1850 eine Fahrbahn, die bis 1867 zum Sielwall führte.
Der Deich wurde 1861 mit Bäumen bepflanzt. Auf und vor dem Deich entstand eine Promenade.
Von 1873 bis 1893 erfolgte auch der Ausbau der Straße bis Hastedt. Die Wasserversorgung vom Wasserturm auf dem Werder erfolgte ab 1873, die Kanalisation ab dem Ende des 19. Jahrhunderts, die Gasversorgung Abschnittsweise ab 1850 und die Stromversorgung ab den 1890er Jahren-.
1930 wurde die Straße im Rahmen von „Notstandsarbeiten“ während der Weltwirtschaftskrise ausgebaut und zu einer vielbefahrenen Allee und Fernverkehrsstraße, bis 1999 war er Teil der B75.
Bedeutende Querstraßen sind von Westen nach Osten:
- Der Sielwall bei der Sielwallfähre führt zum Dobben,
- Die Lüneburger Straße beim Bürgerhaus Weserterrassen führt zum Klinikum Bremen-Mitte an der St.-Jürgen-Straße,
- Die Verdener Straße führt zur Straße Am Schwarzen Meer,
- Die Stader Straße führt zur Bismarckstraße,
- Die Hastedter Brückenstraße führt nach Süden über die Weser und die Karl-Carstens-Brücke (Erdbeerbücke) nach Habenhausen und Arsten,
- Die Georg-Bitter-Straße führt nach Norden zur Gartenstadt Vahr und nach Schwachhausen.

Der östliche Teil des ursprünglichen Osterdeiches wurde 1953 umbenannt und heißt seitdem Hastedter Osterdeich.

## Fähren vom Osterdeich

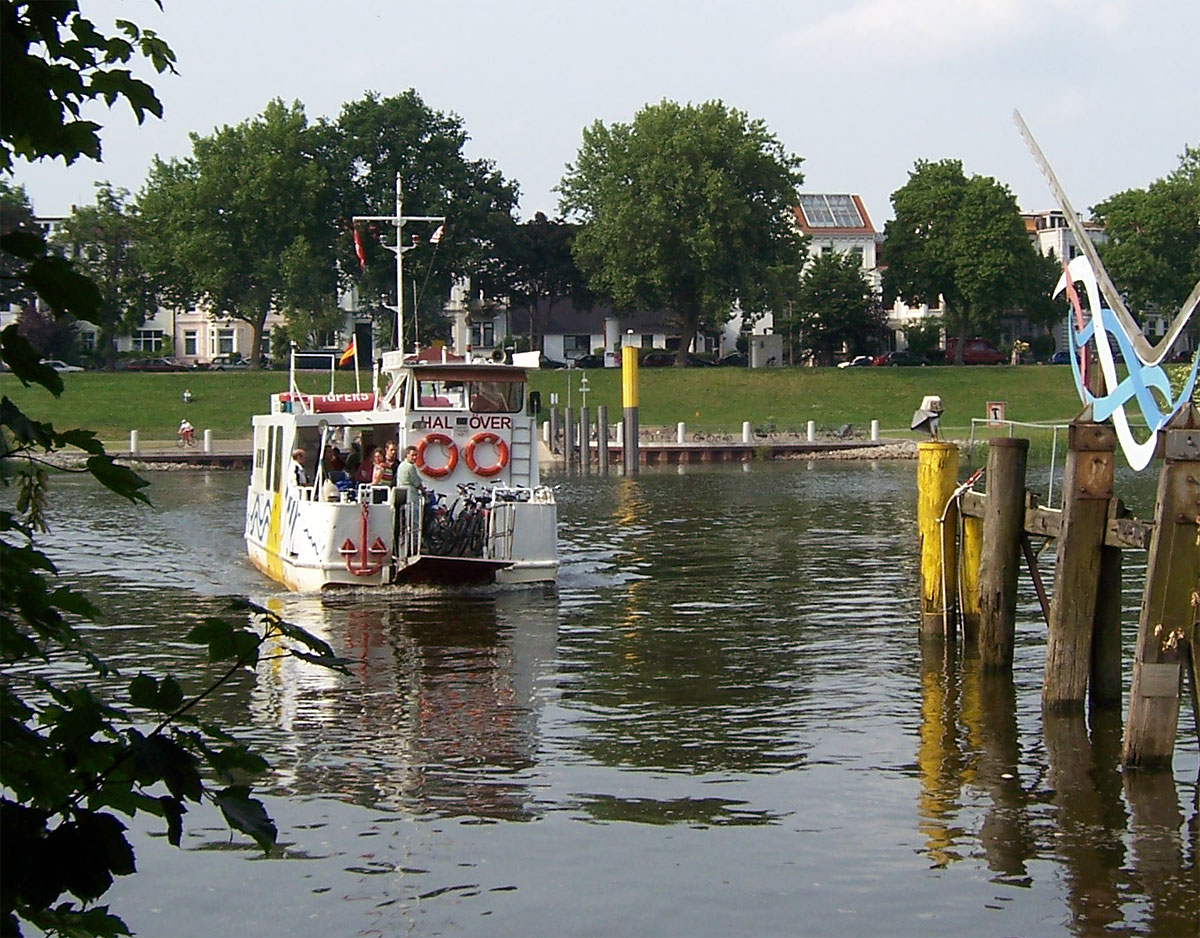
Die Sielwallfähre fährt Richtung Osterdeich/Sielwall

Eine Fähre fuhr seit 1736 vom Dobbensiel am Punkendeich über die Weser und später vom Sielwall aus zum Stadtwerder.
1984 übernahm der Verein Hal Över den Betrieb der Weserfähre zwischen Sielwall am rechten Weserufer und Café Sand. Die Sielwallfähre wird auch heute rege genutzt. 1965 wurde im Westen der Flaggenmast aufgestellt.
Mit kurzen Unterbrechungen gibt es bis heute einen Fährbetrieb der heutigen Sielwallfähre. Von 1914 bis 1968 fuhr auch vom Peterswerder eine Motorbootfähre.

## Veranstaltungen am Osterdeich
- Am Punkendeich findet seit 1829 jährlich am 6. Januar, dem Dreikönigstag, die Bremer Eiswette statt.
- Die Breminale ist seit 1987 ein fünftägiges Open-Air-Festival am Osterdeich, das 150.000 Teilnehmer besuchten.
- Der Bremen-Marathon führt seit 2005 auch über den Osterdeich.

## Gebäude und Anlagen

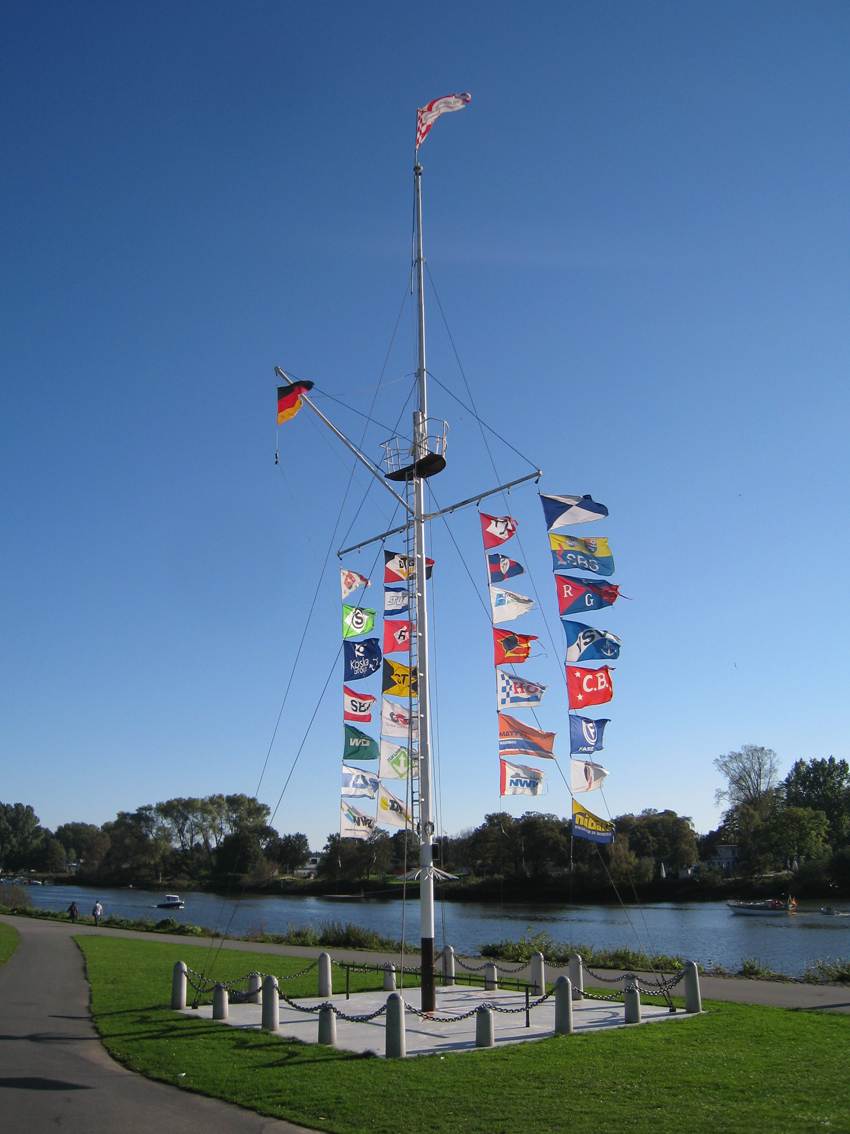
Flaggenmast Bremer Reedereien und Binnenschiffer

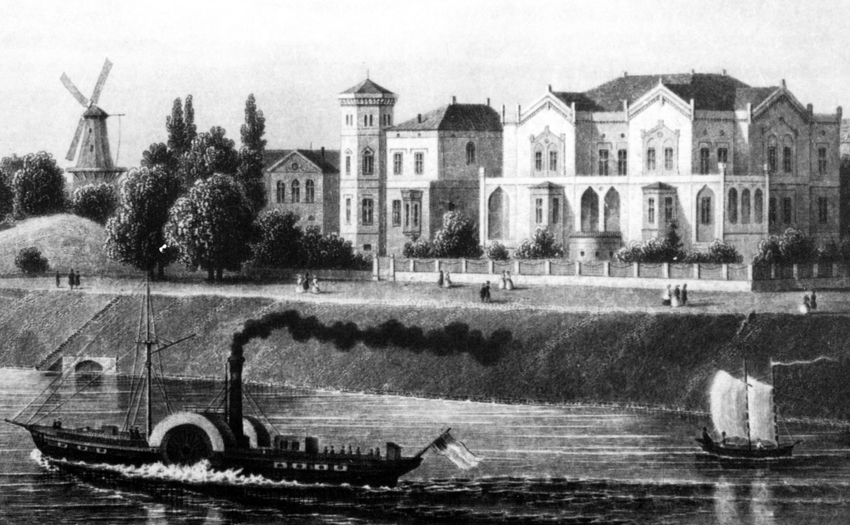
Osterdeich im 19. Jahrhundert: rechts Villa Wätjen, links Wallanlagen mit der Mühle auf der Altmannshöhe

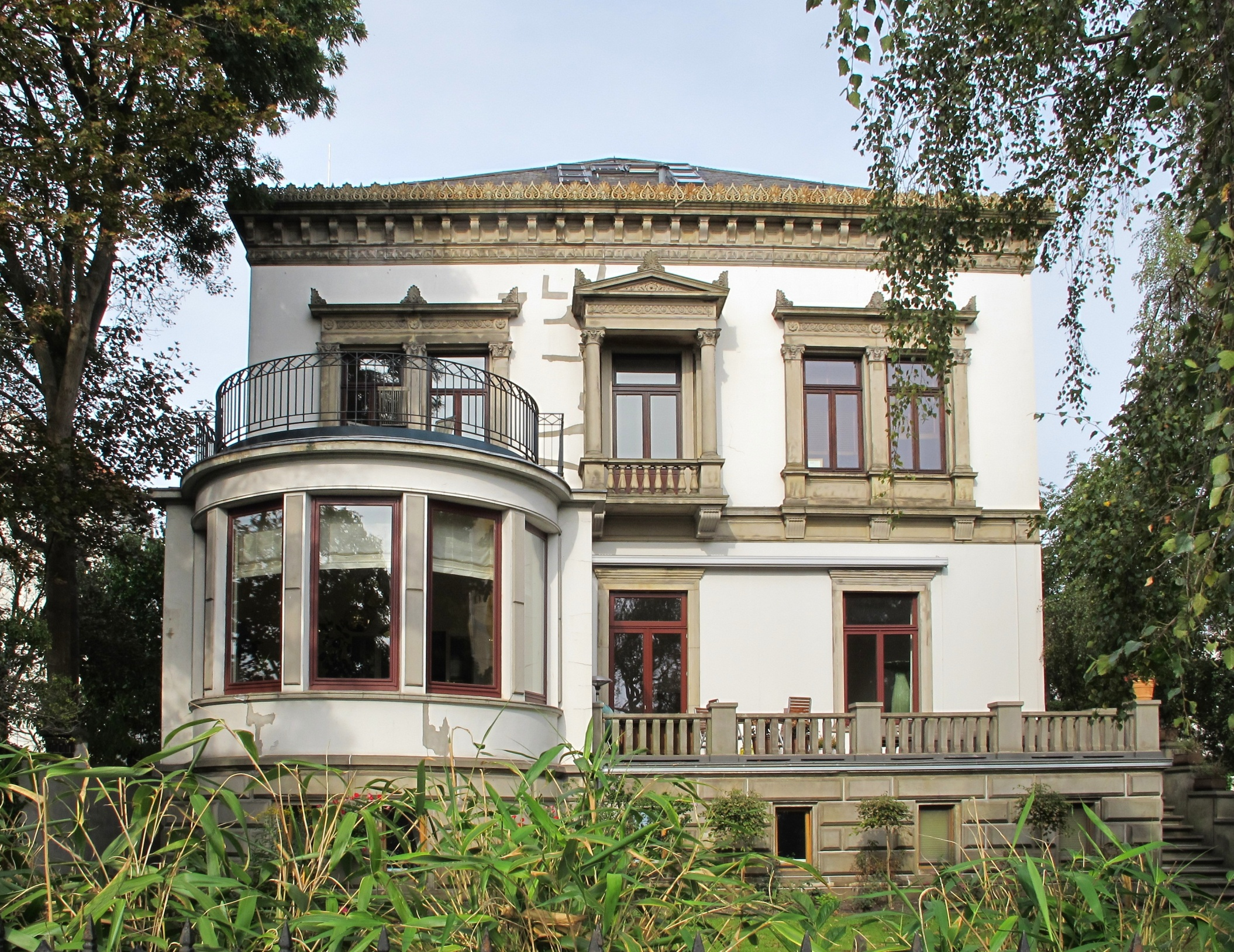
Nr. 4: Villa Büsing

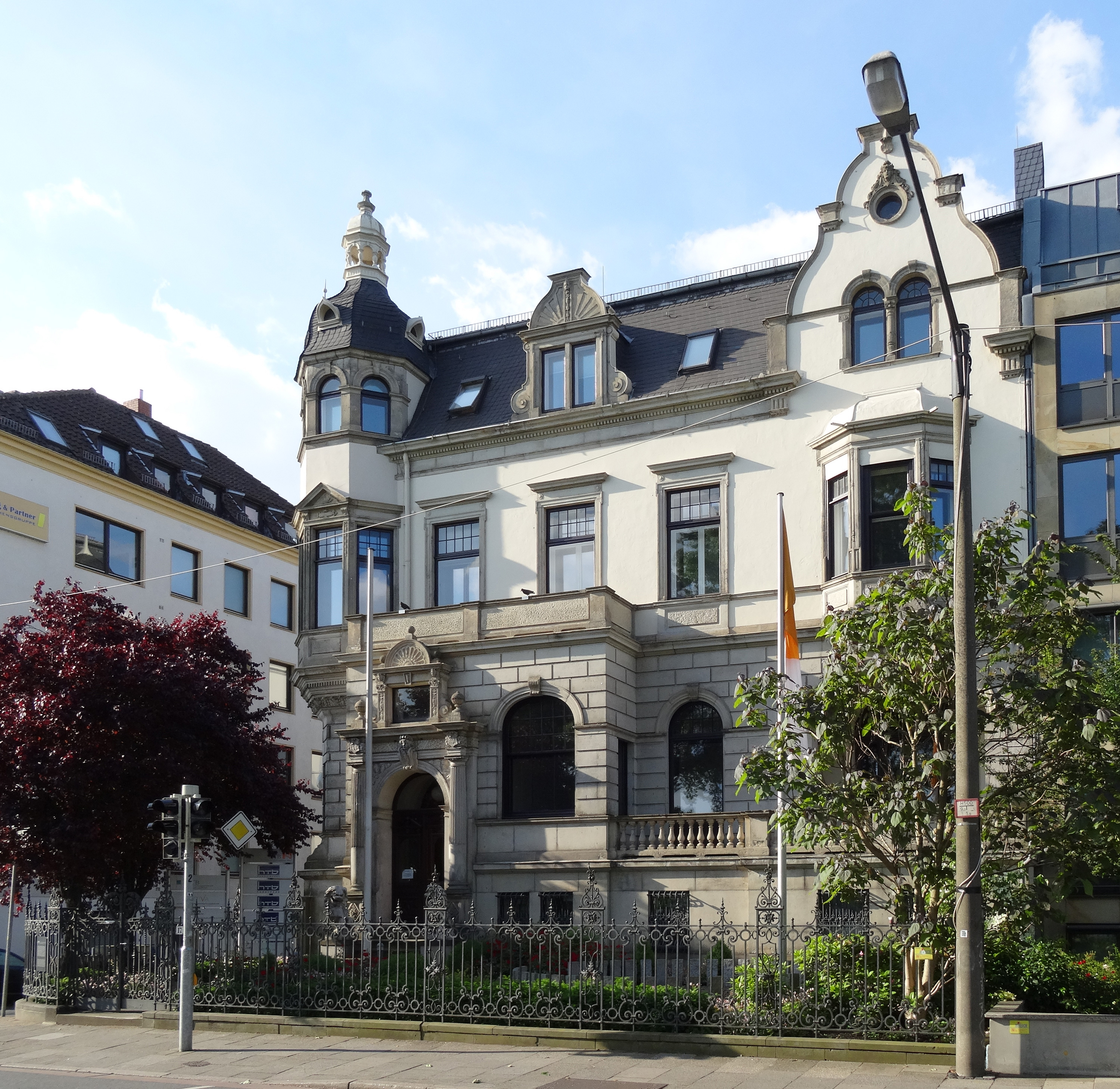
Nr. 17: Haus Hirschfeld

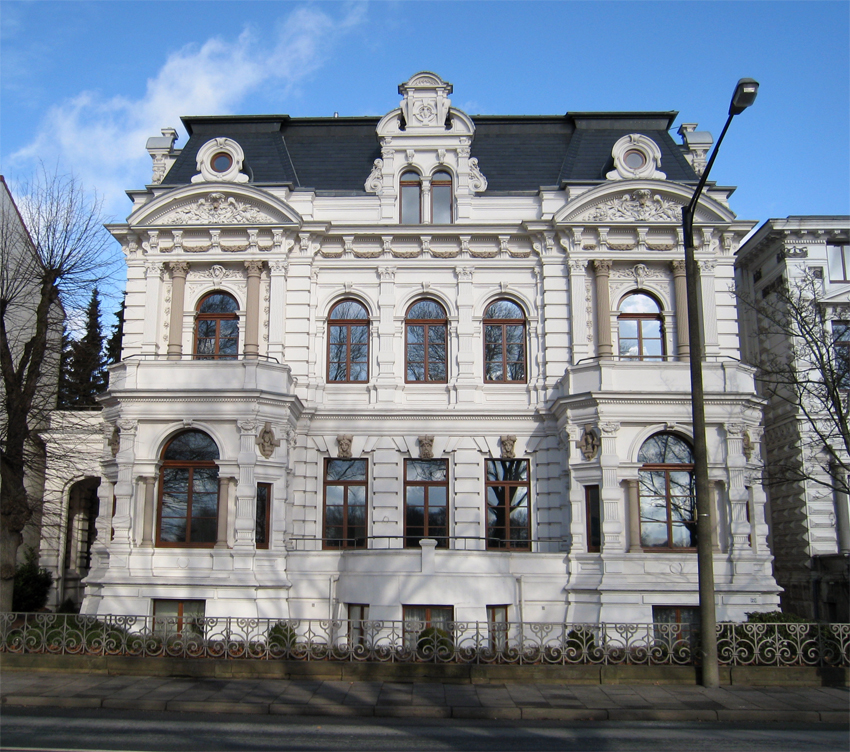
Nr. 27: Villa Frerichs

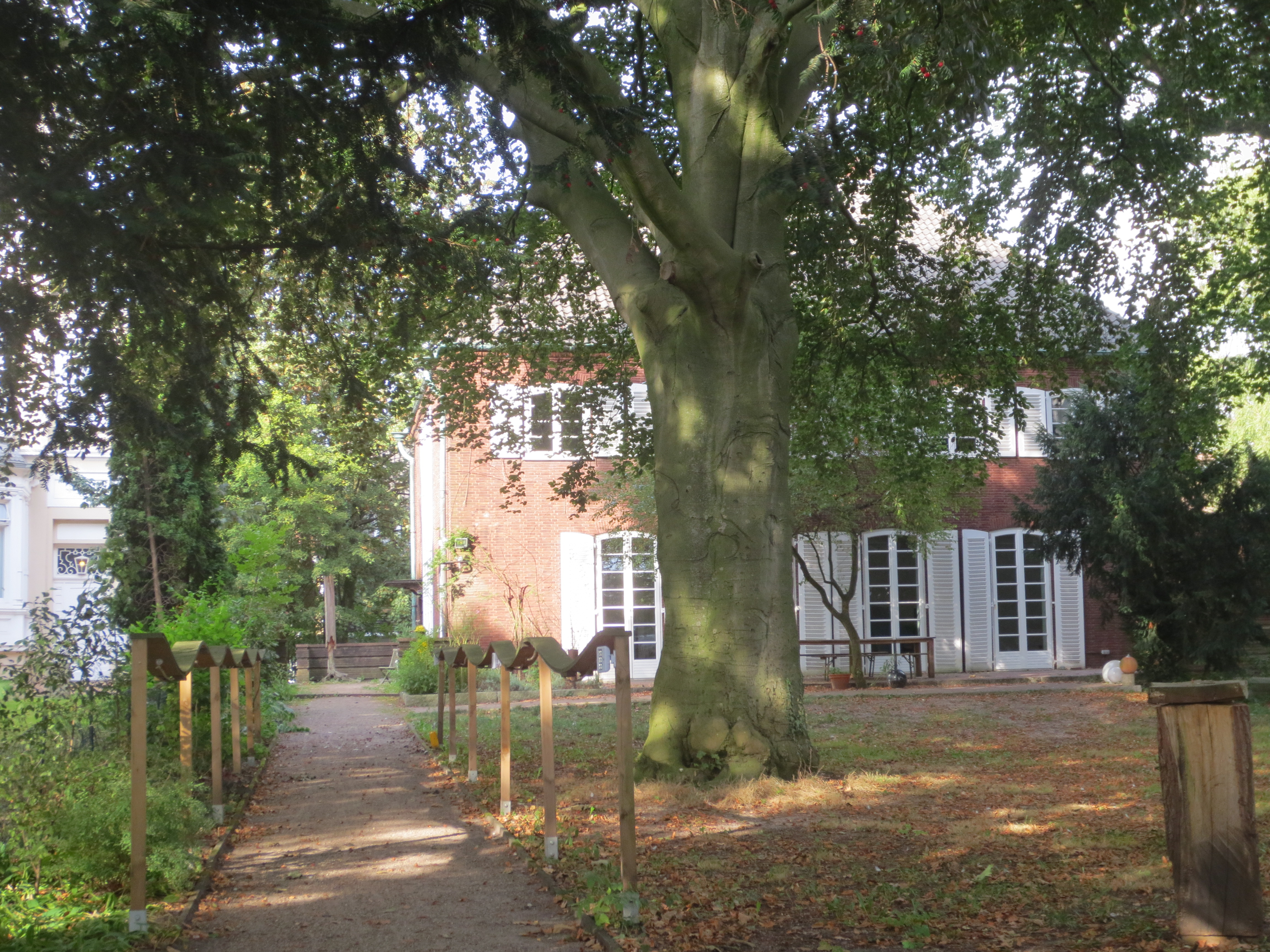
Nr. 59B: Haus Heinemann

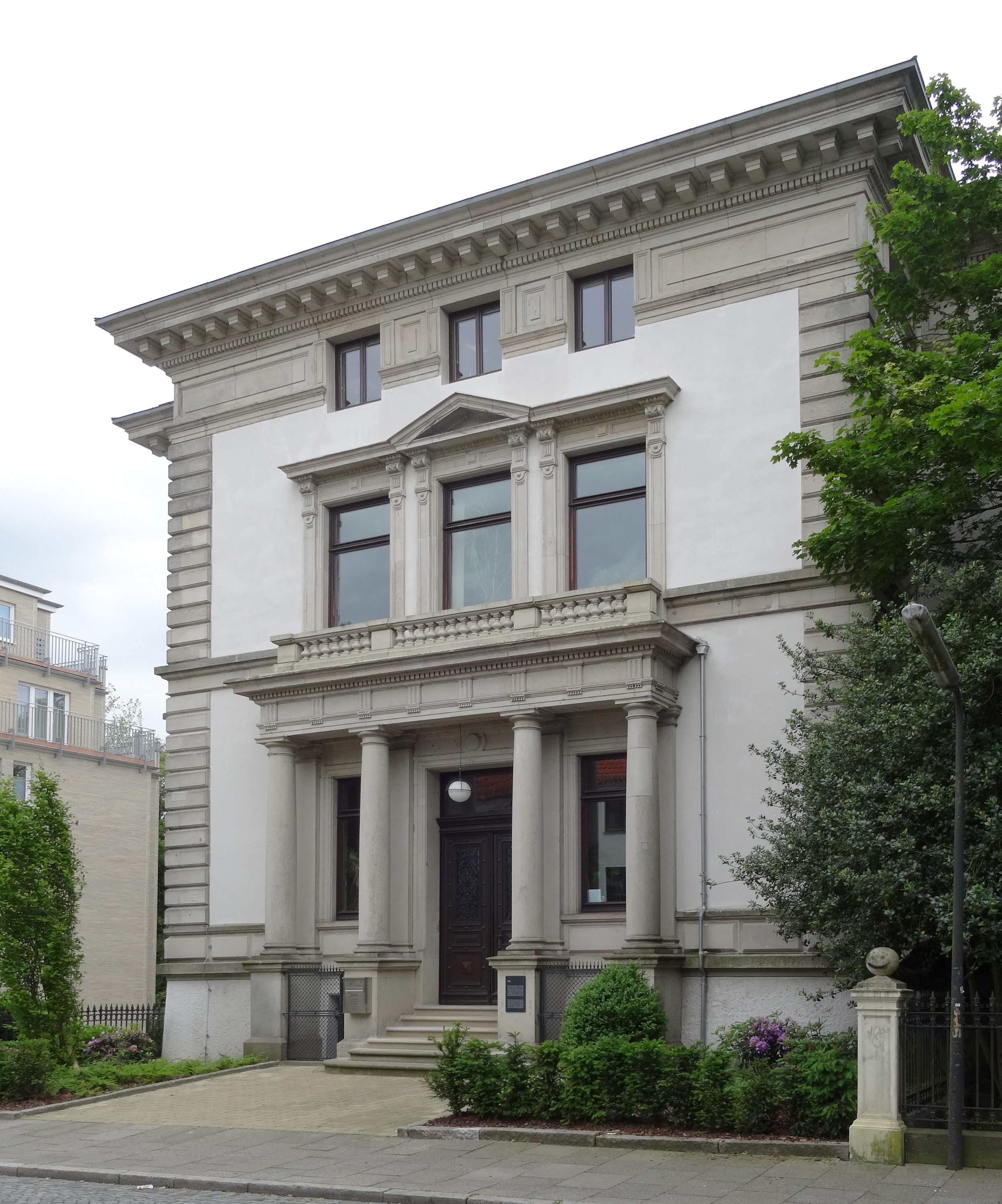
Nr. 64: Villa Wolde

Ab 1856 wurden nach dem Bau des Osterdeiches zahlreiche Villen wohlhabender Bürger erstellt. Nach dem Ersten Weltkrieg und vermehrt nach dem Zweiten Weltkrieg wurden und werden viele Wohnungen als Büros genutzt.
- Osterdeich/Ecke Altenwall: Hier tangiert der Osterdeich die Bremer Wallanlagen, welche die Altstadt umfassen. Die Anlagen entstanden von 1803 bis 1811. Im Bereich am Osterdeich befinden sich die Kunsthalle Bremen, die Altmannshöhe und das nahe Theater am Goetheplatz.
- Osterdeich 2: Parkhaus Ostertor (auch Theatergarage) mit dem darüber befindlichen dreigeschossigen Wohngebäude aus den 1980er Jahren. Hier standen bis 1942/44 die historisierenden repräsentativen und großen Villen:
  - Osterdeich 1: Villa Plump (später Mägdeburg genannt) von 1855 für August Theodor Plump (1811–1890), der aus einer alten Kaufmannsfamilie stammte; ab 1897 im Besitz des Tabackkaufmanns Eberhard Tölken (1846–1901) und Auguste (Dora) Tölken, geb. Plump (1857–1919)
  - Osterdeich 2: Villa Wätjen von 1858/61 nach Plänen von Heinrich Müller für den Reeder Christian Heinrich Wätjen; nach dem Zweiten Weltkrieg bis 1954 Wasser- und Schiffahrtsdirektion Bremen;[2] Abriss 1983
  - Osterdeich 3: Villa Fritze von 1862 im Stil der Neorenaissance nach Plänen von Heinrich Müller für den Kaufmann Philipp Richard Fritze (1823–1883), ab 1917 Villa Roselius des Kaffeehändlers Ludwig Roselius
- Osterdeich 4/Mozartstraße 15: Die zweigeschossige Villa Büsing aus dem Historismus mit einem halbrunden Vorbau wurde 1863 nach Plänen von Heinrich Müller im Stil des Klassizismus vom Bauunternehmer Lüder Rutenberg gebaut. Das Haus steht seit 1973 unter Denkmalschutz.
- Osterdeich 6: Das viergeschossige Haus Pavenstedt stammt von 1863, wurde 1982 sanierten und war von 1982 bis 2016 als Janusz-Korczak – Haus Sitz der Landeszentrale für politische Bildung in Bremen und der Deutsch-Polnische Gesellschaft in Bremen.
- Osterdeich 7 bis 16: Drei- bis viergeschossige Wohn- und Bürobauten im zumeist klassizistischen Stil
- Osterdeich 17: Haus Hirschfeld ist eine Villa, die für den Tabakkaufmann G. R. Hirschfeld von 1898 bis 1899 nach Plänen von Eduard Gildemeister und Wilhelm Sunkel im Stil des Historismus gebaut wurde. Das dreigeschossige Wohnhaus hat ein Ecktürmchen und einen Zwerchgiebel und im Inneren ein großzügiges Treppenhaus mit einer Galerie. Das Haus steht seit 1992 unter Denkmalschutz. Es war lange Zeit Wohnhaus von Adalbert Oskar Korff, Teilhaber der Firma C. Melchers und später Sitz des Oberverwaltungsgerichts der Freien Hansestadt Bremen.
- Osterdeich 18 bis 26: Drei- bis fünfgeschossige Wohn- und Bürobauten
- Osterdeich 27: Zunächst standen hier kleinere Häuser mit Wohnungen und einer Gastwirtschaft, die Anfang 1870 zum Kaffeehaus von Heinrich Bach wurde. Nach dem Abriss dieser Häuser ließ der Kaufmann Adolf Frerichs von 1882 bis 1884 die repräsentative zweieinhalbgeschossige Villa Frerichs nach Plänen von Johann Georg Poppe im Stil des Historismus der Gründerzeit im Stil der Neorenaissance erbauen. Das Haus hat eine stark dekorierte Vorderfront mit einem kleinen Mittelgiebel. Im Inneren befindet sich eine zentrale Freitreppe und ein Spiegelsaal. Säulen, Decken und Wände sind mit Stuckornamenten versehen. Nach dem Tod von Frerichs, kurz nach Fertigstellung, wohnte seine Witwe noch Jahrzehnte in der Villa und vermietete nach dem Ersten Weltkrieg einige Räume. Ab 1922 wohnte kurzzeitig der Kaufmann Walter Haux hier. In den 1930er Jahren waren nur einige Räume vermietet. 1940 waren Teile vom Stab und 1941 der Führungsstab der 8. Flak-Division untergebracht, der dann 1942 in einem Bunker an der Parkallee seinen Sitz hatte. Nach dem Zweiten Weltkrieg hatte bis 1955 der Senator für Bildung Räume belegt, danach das Institut für Schifffahrtsforschung und dann das Amt für Familienfürsorge. Von 1970 bis 1986 war hier das Lehrlingsheim der Post und zeitweise die städtische Kindergeldkasse. Von 1986 bis 1992 waren hier von der Caritas Migranten und Asylbewerber untergebracht. 1992 hatte für einige Monate hier das Schulungszentrum der Scientologen ihr Domizil. Der Arzt und Betriebswirt Jens Koberstein kaufte das Gebäude für 2,6 Mio. Mark und begann, ein Medizinzentrum mit 15 Facharztpraxen einzurichten. Nach finanziellen Schwierigkeiten des Investors fiel das Haus an seinen Vorbesitzer Werner Schalm zurück. Das 2004/05 sanierte Haus steht seit 1973 unter Denkmalschutz. Durch einen neuen Ankermieter wird das Haus seit 2011 für eine Firma und acht Wohnungen genutzt.
- Osterdeich 29/30: Zwei zweigeschossige klassizistische Villen mit einer reichhaltigen Dekoration
- Osterdeich 31: Roststeinsichtiges Gebäude der neuapostolische Gemeinde Bremen-Ostertor
- Osterdeich 32 bis 41: Vier- bis fünfgeschossige Wohnbauten;
- Osterdeich 41: Haus gegenüber der Sielwallfähre. Der Kaufmann und Kunstfreund Julius Focke (1872–1937) wohnte ab ca. 1921 in diesem Haus.
- Osterdeich 42/43: Zweigeschossiges Kirchgebäude der freikirchlichen Advent Gemeinde Bremen-Mitte
- Osterdeich 44 bis 51: Zwei- bis dreigeschossige Wohn- und Bürobauten
- Osterdeich 53: Turmhotel Weserblick mit Gaststätte Werdertreff
- Osterdeich 54 bis 55: Fünfgeschossige Wohnbauten
- Osterdeich/Ecke Sielwall: Grundschule mit drei Bauabschnitten, zwei- bis dreigeschossige Bauten der 1960er und 1970er Jahre, eine Freske ziert den Westgiebel
- Osterdeich 57 bis 59a: Dreigeschossige Wohnbauten
- Osterdeich 59b: Haus Heinemann wurde 1928 nach Plänen von Heinrich J. Kayser gebaut. Das Rotstein verklinkerte, zweigeschossige Wohnhaus mit großem Walmdach im Stil der Zwischenkriegszeit steht seit 1995 unter Denkmalschutz. Heute befindet sich hier die Villa Sponte.
- Osterdeich 59c bis 63: Drei- bis viergeschossige modernere Wohnbauten
- Osterdeich 62: Viergeschossiger Wohnbau, erbaut 1956 vom Bremer Architekten Fritz Söhlke. Das Gebäude war der erste Neubau am Osterdeich nach dem Zweiten Weltkrieg.
- Osterdeich 64: Die Villa Wolde wurde von 1896 bis 1898 nach Plänen des meist in Hamburg tätigen Martin Haller im Stil des Historismus durch den Baumeister Diedrich Tölken für den Privatbankiers Heinrich August Wolde gebaut. Das zweigeschossige Wohnhaus mit einem zusätzlichen Mezzanin-Geschoss steht seit 1998 unter Denkmalschutz.

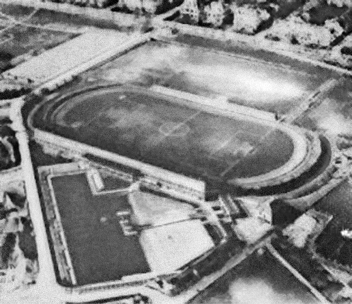
Die ABTS-Kampfbahn, später Weserstadion; unten links das Stadionbad (Aufnahme von 1928)

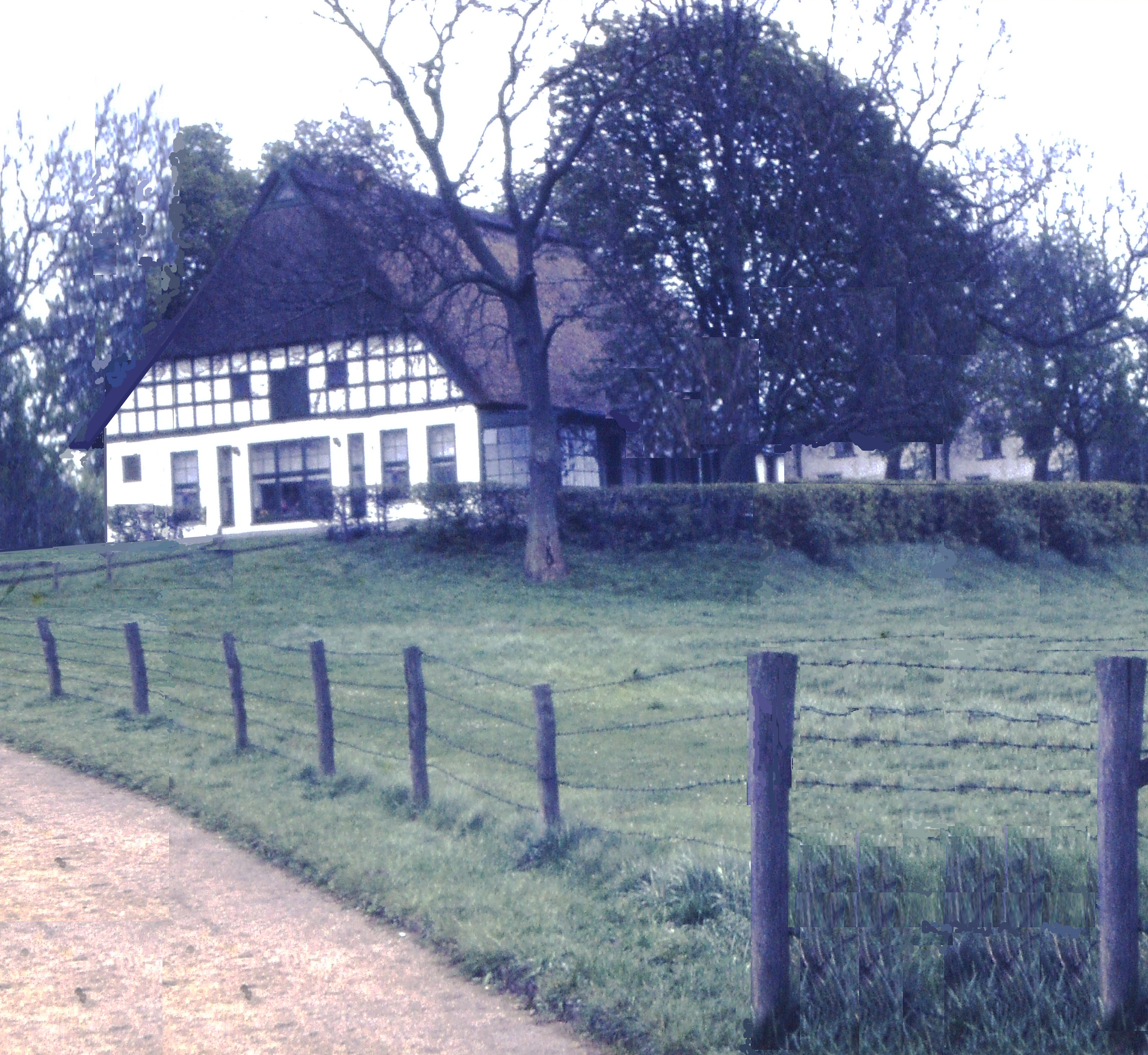
Der Jürgenshof im Jahr 1965

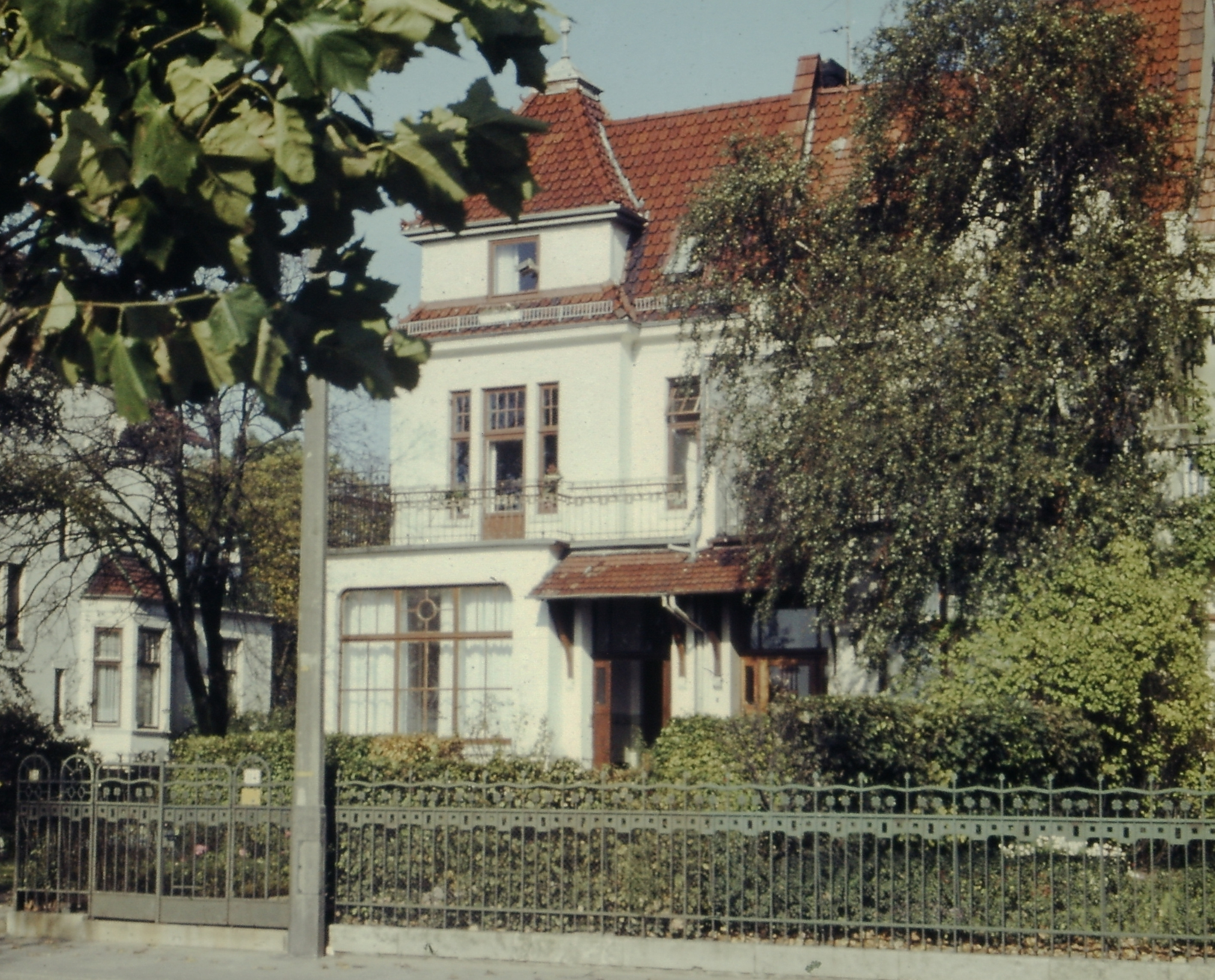
Osterdeich Haus 113/114, 1965

- Osterdeich 65 bis 70: Zwei- bis dreigeschossige Wohn- und Bürobauten
- Osterdeich 70a/71: St. Petri Domkapelle der evangelischen Domgemeinde von 1965 nach Plänen von Friedrich Schumacher und Claus Hübener.[3]
- Osterdeich 69a+b/70: Hier befindet sich der einzige Gebäudekomplex am Osterdeich auf der der Weser zugewandten Seite. 1929 erfolgte in einem Gebäude des Bauhausstils die Eröffnung des Ottilie-Hoffmann-Hauses der Abstinenzbewegung. Heute befinden sich hier das Bürgerhaus Weserterrassen und ein Café.
  - Nr. 69a: Das dreigeschossige terrassierte Gebäude von 1928/29 nach Plänen von A. Karst beherbergt heute das Ambiente Café der Bürgerhaus Weserterrassen GmbH.
  - Nr. 70b: Das rotsteinsichtige zweigeschossige Bürgerhaus Weserterrassen ist ein erfolgreiches Kulturzentrum mit jährlich über 100.000 Besuchern und einer Vielzahl kultureller und sozialer Angebote. Der Verein Bürgerhaus Weserterrassen führt das Haus.
- Osterdeich 72 bis 74: Drei reichdekorierte, klassizistische, dreigeschossige Wohnbauten
- Osterdeich 75 bis 81: Viergeschossige Wohnbauten, die zumeist nach 1960 erbaut wurden
- Osterdeich 82 bis 90: Zwei- bis dreigeschossige Wohn- und Bürobauten
- Osterdeich 86: Jugendstilvilla von 1914 für Friedrich Lampe; hier wuchs der Schriftsteller Friedo Lampe auf.
- Osterdeich/Auf dem Peterswerder: Hier führt ein Fußgängertunnel von der Östlichen Vorstadt zum Weserstadion
- In Höhe Lüneburger Straße bis Hastedter Brückenstraße liegt auf der südlichen Straßenseite im Ortsteil Peterswerder die Pauliner Marsch mit diversen Sportanlagen und Spielplätzen.
  - Die Franz-Böhmert-Straße führt zum Weserstadion und zum daneben liegenden Stadionbad
  - Der erste Vorläufer des Weserstadions von 1909 war ein Sportplatz mit Holztribüne. 1926 erhielt ein Neubau des Stadions mit einer Tribüne den Namen ABTS-Kampfbahn. Seit 1930 heißt die Anlage Weserstadion und ist Spielstätte von Werder Bremen mit aktuell (Stand 2011) 43.500 Plätzen.
  - Die Straße Jürgensdeich – Höhe Hastedter Brückenstraße – führt zum Restaurant Jürgenshof, der im Mittelalter zum Paulskloster gehörte, seit 1560 zur Domstrukturei des Bremer Doms und seit 1803 zur Stadt Bremen.
- Osterdeich 92 bis 123: Zwei- bis dreigeschossige Wohnbauten, manche mit Büros
  - um Nr. 109 bis 121 zieren Ecktürmchen einige der historisierenden Häuser
  - Nr. 108 bis 109a: Rotsteinsichtige Wohnbauten, typisch für die 1920er Jahre
- Osterdeich 124/125: Luftschutzbunker, davor eine Tankstelle
- Osterdeich 126 bis 145: Zwei- bis dreigeschossige Wohnbauten, davon Nr. 136 ein Altenwohn- und Pflegeheim
- Osterdeich 146 bis 148a: Ab hier beginnt eine 130 Meter lange, offene Bebauung mit dreigeschossigen Wohnbauten und einer Garage. Auf dem Gelände befand sich von 1894 bis 1964 die Weserlust.
- Osterdeich 151 bis Ecke Georg-Bitter-Straße: Zwei Autohäuser, die nach 2000 entstanden sind, stehen zum Abschluss des Osterdeichs auf einer Länge von 144 Meter. In diesem Bereich befand sich von 1905 bis 1937 der Botanische Garten.

## Hastedter Osterdeich
Die Straße Osterdeich setzte sich früher nach Hastedt fort. Um 1953 wurde der Hastedter Teil unter dem neuen Namen Hastedter Osterdeich abgetrennt.  Die alten Hausnummern wurden beibehalten, so dass der Hastedter Osterdeich mit der Nr. 152 beginnt.